# Mussaenda parryorum
Mussaenda parryorum là một loài thực vật có hoa trong họ Thiến thảo. Loài này được C.E.C.Fisch. mô tả khoa học đầu tiên năm 1928.